# Raspberry Island (hrabstwo Pictou)
Raspberry Island – wyspa (island) w kanadyjskiej prowincji Nowa Szkocja, w hrabstwie Pictou, na rzece East River of Pictou; nazwa urzędowo zatwierdzona 26 marca 1976.